# Campionato nordamericano femminile di pallavolo 2005
Il XIX campionato nordamericano femminile di pallavolo si è svolto dal 6 all'11 settembre 2005 a Port of Spain, a Trinidad e Tobago. Al torneo hanno partecipato 8 squadre nazionali nordamericane e la vittoria finale è andata per la quinta volta, la terza consecutiva, agli Stati Uniti.

## Gironi
| Girone A                                              | Girone B                        |
| ----------------------------------------------------- | ------------------------------- |
| Barbados Porto Rico Rep. Dominicana Trinidad e Tobago | Canada Cuba Messico Stati Uniti |

## Fase finale

### Finali 1º e 3º posto
|  | Quarti          | Quarti          |             |            | Semifinale         | Semifinale         |  |  | Finale 1º/2º posto | Finale 1º/2º posto |
|  |                 |                 |             |            |                    |                    |  |  |                    |                    |
|  |                 |                 |             |            |                    |                    |  |  |                    |                    |
|  |                 |                 |             |            |                    |                    |  |  |                    |                    |
|  | Rep. Dominicana | 3               |             |            |                    |                    |  |  |                    |                    |
|  | Rep. Dominicana | 3               |             |            |                    |                    |  |  |                    |                    |
|  | Canada          | 0               |             |            |                    |                    |  |  |                    |                    |
|  | Canada          | 0               | Cuba        | 3          |                    |                    |  |  |                    |                    |
|  |                 |                 | Cuba        | 3          |                    |                    |  |  |                    |                    |
|  |                 | Rep. Dominicana | 0           |            |                    |                    |  |  |                    |                    |
|  | -               | Rep. Dominicana | 0           | -          |                    |                    |  |  |                    |                    |
|  | -               |                 |             | -          |                    |                    |  |  |                    |                    |
|  | -               | -               |             |            |                    |                    |  |  |                    |                    |
|  | -               | -               | Stati Uniti | 3          |                    |                    |  |  |                    |                    |
|  |                 |                 | Stati Uniti | 3          |                    |                    |  |  |                    |                    |
|  |                 | Cuba            | 2           |            |                    |                    |  |  |                    |                    |
|  | Stati Uniti     | Cuba            | 2           | 3          |                    |                    |  |  |                    |                    |
|  | Stati Uniti     |                 |             | 3          |                    |                    |  |  |                    |                    |
|  | Barbados        | 0               |             |            |                    |                    |  |  |                    |                    |
|  | Barbados        | 0               | Stati Uniti | 3          | Finale 3º/4º posto | Finale 3º/4º posto |  |  |                    |                    |
|  |                 |                 | Stati Uniti | 3          | Finale 3º/4º posto | Finale 3º/4º posto |  |  |                    |                    |
|  |                 | Porto Rico      | 0           |            |                    |                    |  |  |                    |                    |
|  | -               | Porto Rico      | 0           | -          | Rep. Dominicana    | 3                  |  |  |                    |                    |
|  | -               |                 |             | -          | Rep. Dominicana    | 3                  |  |  |                    |                    |
|  | -               | -               |             | Porto Rico | 0                  |                    |  |  |                    |                    |
|  | -               | -               |             |            | 0                  |                    |  |  |                    |                    |
|  |                 |                 |             |            |                    |                    |  |  |                    |                    |
|  |                 |                 |             |            |                    |                    |  |  |                    |                    |

## Classifica finale
| Classifica | Squadre           | Qualificazione           |
| ---------- | ----------------- | ------------------------ |
|            | Stati Uniti       | Grand Champions Cup 2005 |
|            | Cuba              |                          |
|            | Rep. Dominicana   |                          |
| 4          | Porto Rico        |                          |
| 5          | Canada            |                          |
| 6          | Barbados          |                          |
| 7          | Messico           |                          |
| 8          | Trinidad e Tobago |                          |